# 屋須弘平
屋須 弘平（やす こうへい / Juan José de Jesús Yas / 1846年〈弘化3年〉12月27日 - 1917年〈大正6年〉11月29日）は、岩手県（陸奥国）で生まれ、アンティグア・グアテマラへと移住した日本人写真家である。日本の写真創成期の写真家達（上野彦馬や下岡蓮杖など）とは無縁に、グアテマラで写真術を習得した。

## 生涯
1846年、岩手県一関市藤沢町藤沢に生まれた。父は蘭学医の尚安。幼少期より父から蘭学を学び、1863年、15歳で上京し叔父より漢学を学ぶ。その後医学や天文学などを修学し、1868年に帰郷。3年ほど医業に携わり、再び上京。
1874年に神奈川県横浜市で通訳として金星観測を行った著名なメキシコン人天文学者コバルビアス率いるメキシコ科学調査隊との出会いをきっかけとして、メキシコへ渡った。その後、終の棲家となったグアテマラで写真術に興味を持ち、ドイツ人写真家バーブルガーのもとで写真を学び、1980年にグアテマラシティに自らの写真館«Fotografía Japonesa»を開いた。その後すぐにアンティグア・グアテマラに移り、新しい肖像写真館を開設した。スタジオ内でグアテマラの人々を撮影したり、建築や風景写真を撮影したりした。熱心なキリスト教信者であり、洗礼名を「Juan José de Jesús de Yas」とした。グアテマラで写真術を習得し、主にアンティグア・グアテマラで写真家としてのキャリアを築いたため、日本での写真創成期に名を残すことはなかったが、グアテマラ国内では高評価を受けている。
1891年にグアテマラ人のマリア・ノリエガ（María Noriega）と結婚している。

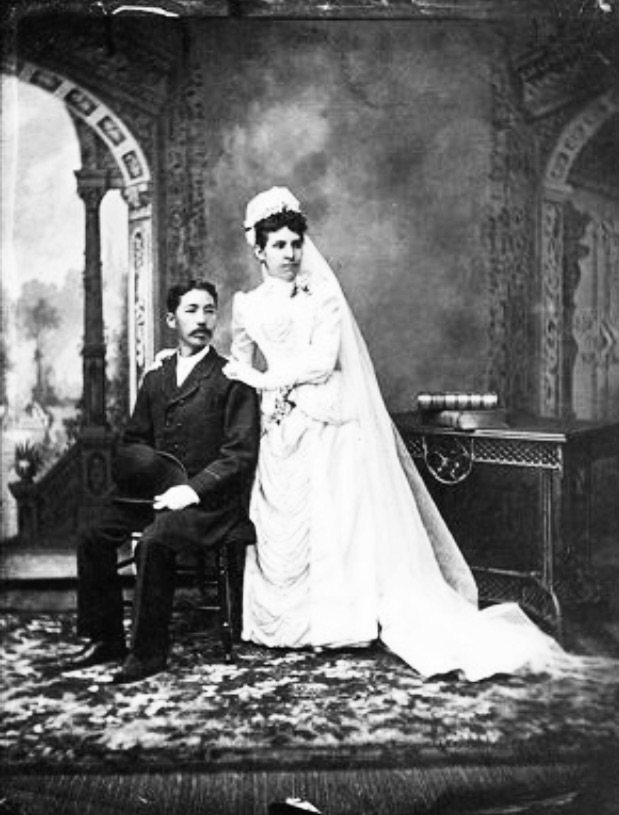
妻との結婚式の写真

1917年11月29日にアンティグア・グアテマラで死去した。

## 遺産
屋須の死後、（1911年に書かれた）遺書を読んで、屋須の甥でやはり写真家のホセ・ドミンゴ・ノリエガが写真館を引き継いだ
。ノリエガは大叔父のスタジオをグアテマラシティに移した。また、Fotografía Japonesaは今日では所在地も不明だが、屋須のすべての写真素材はグアテマラの国宝に指定されている。
関連の資料はアンティグア・グアテマラにあるメソアメリカ地域研究センターCIRMA（ el Centro de Investigaciones Regionales de Mesoamérica）に所蔵されている。